# 274 mm/45 Model 1887
274 mm/45 Model 1887 — 274,4-миллиметровое корабельное артиллерийское орудие, разработанное и производившееся в Франции. Состояло на вооружении ВМС Франции. Им были вооружены броненосцы типа «Шарль Мартель». На его базе было разработано орудие 274 mm/45 Model 1893.